# 1,6-hexanodiol
El 1,6-hexanodiol es un diol de fórmula molecular C6H14O2. Los dos grupos funcionales hidroxilo se encuentran en los extremos de una cadena lineal de seis átomos de carbono.

## Propiedades físicas y químicas
El 1,6-hexanodiol se presenta como cristales o agujas de color blanco.
Tiene su punto de fusión a 42 °C y a 249 °C el punto de ebullición.
En fase sólida posee una densidad de 1,12 g/cm³, mientras que en fase gaseosa es 4,1 veces más denso que el aire.
Es soluble en agua (200 g/L a 25 °C) y en etanol, y solo ligeramente soluble en éter caliente.
Por otra parte, es una sustancia ligeramente básica: el pH de una disolución de 900 g/L es 7,6.
Es un compuesto higroscópico e inflamable, incompatible con agentes oxidantes fuertes.

## Síntesis
Industrialmente, el 1,6-hexanodiol se prepara mediante la hidrogenación de ácido adípico o de sus ésteres. También se pueden usar mezclas de ácidos dicarboxílicos y ácidos hidroxicarboxílicos con componentes de seis átomos de carbono formados en otros procesos (por ejemplo en la oxidación del ciclohexano).
En el laboratorio la reducción del ácido adípico se lleva a cabo con hidruro de litio y aluminio. Dicha reacción también puede hacerse en dos pasos, empleando en primer lugar anhídrido de ácido propanofosfónico cíclico (T3P) para la activación y en segundo lugar borohidruro de sodio (NaBH4) para la reducción.
Por otra parte, la hidrogenación de adipato de dimetilo en fase acuosa empleando como catalizador Ru-Sn-Co/AlO(OH), permite obtener 1,6-hexanodiol con un rendimiento de hasta el 98%.
Otra vía de síntesis utiliza como precursor pent-4-en-1-ol, en una reacción de hidroformilación-hidrogenación con CO-H2 que usa un catalizador dual de rodio-rutenio.

## Usos
El 1,6-hexanodiol se emplea ampliamente en la fabricación de poliuretanos, concretamente en la producción de poliesteroles tales como sebacatos, azelatos y adipatos. Es también ingrediente en la manufactura de diacrilato de hexanodiol bifuncional, monómero que normalmente se usa, junto a otros monómeros acrílicos, como diluyente reactivo para revestimientos decorativos y tintas de impresión.
Dentro de la fabricación de adhesivos, los uretanos y los tereftalatos que se basan en el 1,6-hexanodiol ofrecen propiedades de adherencia y cristalización más rápidas; debido a su baja temperatura de transición vítrea, este diol ofrece una flexibilidad elevada además de excelentes propiedades adhesivas.
El 1,6-hexanodiol se puede utilizar para la síntesis de oxepano, teniendo lugar la ciclación en dimetilsulfóxido a 190 °C.
Igualmente sirve para la obtención de sebaconitrilo por monoalquilación de acetonitrilo en presencia de un complejo de iridio que actúa como catalizador.
Otro uso es en la síntesis de 1,6-hexanodiamina, en una reacción con amoníaco que tiene lugar en fase líquida o supercrítica a una temperatura de 140 °C, siendo catalizada por un complejo homogéneo que contiene rutenio:
{\displaystyle \mathrm {HO{-}(CH_{2})_{6}{-}OH\ +\ 2\ NH_{3}\ {\xrightarrow {\Delta T}}\ H_{2}N{-}(CH_{2})_{6}{-}NH_{2}\ +\ 2\ H_{2}O} }
Por otra parte, este diol, reticulado con poli(metil vinil éter-co-anhídrido maleico), se ha usado como material de soporte para geles tópicos acuosos que contienen hidrocloruro de piridoxina (vitamina B6). Se ha constatado que este procedimiento mejora la permeación de vitaminas a través de la piel.

## Precauciones
La inflamabilidad del 1,6-hexanodiol es baja, teniendo su punto de inflamabilidad a 147 °C.
Su temperatura de autoignición es de 320 °C.
Por otra parte, la toxicidad aguda de esta sustancia es muy baja a través de todas las rutas de exposición (oral, cutánea e inhalación), no presentando efectos de irritación o sensibilización. En dosis repetidas y a largo plazo tampoco se han podido detectar efectos sobre la salud o la reproducción.